# Srednje Selo (żupania splicko-dalmatyńska)
Srednje Selo – wieś w Chorwacji, w żupanii splicko-dalmatyńskiej, w gminie Šolta. W 2011 roku liczyła 104 mieszkańców.